# Meiotheciopsis lagenifera
Meiotheciopsis lagenifera là một loài rêu trong họ Sematophyllaceae. Loài này được (Mitt.) W.R. Buck mô tả khoa học đầu tiên năm 1982.